# فرودگاه آبی فورت سینت جان (چارلی لیک)
فرودگاه آبی فورت سینت جان (چارلی لیک) (به انگلیسی: Fort St. John (Charlie Lake) Water Aerodrome) یک فرودگاه همگانی است که یک باند فرود آب دارد. این فرودگاه در کشور کانادا قرار دارد و در ارتفاع ۶۹۱ متری از سطح دریا واقع شده است.